# Bongo (Dibombari)
Pour les articles homonymes, voir Bongo (homonymie).
Bongo est un village de la Région du Littoral au Cameroun, situé dans la commune de Dibombari, sur la route reliant Bwelelo à Yangonang.

## Population et développement
En 1967, la population de Bongo était de 72 habitants, essentiellement des Bakoko. Elle était de 8 lors du recensement de 2005.